# Estació de Sevilla - Santa Justa
L'Estció de Santa Justa és l'estació de ferrocarril més gran de Sevilla. Està situada en un dels principals accessos a la ciutat, l'avinguda de Kansas City.